# Tsendiin Damdin
Tsendiin Damdin (mongol: Цэндийн Дамдин)  (Mongòlia, 31 de març de 1957 - 22 de febrer de 2018) fou un judoka mongol que va competir durant les dècades de 1970 i 1980. El seu fill, Damdiny Süldbayar, també fou un destacat judoka.
El 1980 va prendre part en els Jocs Olímpics d'Estiu de Moscou, on guanyà la medalla de plata en la competició del pes semi lleuger del programa de judo.
En el seu palmarès també destaca una medalla d'or al Campionat del Món de sambo en categoria lleugera de 1979. Una vegada retirat va exercir d'entrenador i d'àrbitre de judo, alhora que fou membre de la Federació Mongol de Judo i del Comitè Olímpic de Mongòlia.